# Manchester (Schiff, 1946)
Die Manchester, auch USS Manchester  (Kennung: CL-83),  war ein Leichter Kreuzer der Cleveland-Klasse der United States Navy, die von 1946 bis 1956 in Dienst stand.

## Geschichte
Die Kiellegung des nach der Stadt Manchester (New Hampshire) benannten Schiffs erfolgte am 25. September 1944 bei der Bethlehem Shipbuilding Corporation am Fore River Shipyard, der Stapellauf am 5. März 1946. Die Indienststellung erfolgte zum 29. Oktober 1946. Ursprünglicher Heimathafen der USS Manchester war Boston. Während kurz nach dem Ende des Zweiten Weltkriegs ein Großteil der Schiffe der Cleveland-Klasse eingemottet und der Reserveflotte überstellt wurde, blieben nur die USS Pasadena und die USS Manchester bis 1950 beziehungsweise 1956 in der aktiven Flotte.
Nach Fahrten im Mittelmeer wurde die USS Manchester 1949 zu Einsätzen im Südchinesischen Meer und in der Taiwan-Strasse genutzt. 1950 wurden die Bordflugzeuge durch Sikorsky S-51 ersetzt. Die USS Manchester wurde als einziges Schiff der Klasse auch noch im Koreakrieg eingesetzt. Das Schiff unterstützte 1950 Landungskräfte vor Wŏnsan und evakuierte am 8. Januar 1951 die Mannschaft der gestrandeten thailändischen Korvette Prasae. In den Jahren 1952 und 1953 patrouillierte sie in mehreren Einsätzen in der Taiwan-Strasse und vor der Küste Koreas.  1954 bis 1955 war die USS Manchester Teil der 7. US-Flotte (westlicher Pazifik und Indischer Ozean).
Die Außerdienststellung erfolgte am 27. Juni 1956. Das Schiff wurde nach 1960 durch die Nicolai Joffe Corp. verschrottet.